# Penicilina Iași (volley-ball féminin)
Le Penicilina Iași  est un club roumain de volley-ball féminin fondé en 1961 et basé à Iași qui évolue pour la saison 2015-2016 en Divizia A1.

## Palmarès
- Championnat de Roumanie
  - Vainqueur : 1970, 1971.
- Coupe de Roumanie
  - Vainqueur : 2001.

## Effectifs

### Saison 2017-2018
| No                                      | Nom                                     | Date de naissance                       | Taille                         | Poids                          | Poste                          |
| --------------------------------------- | --------------------------------------- | --------------------------------------- | ------------------------------ | ------------------------------ | ------------------------------ |
| 2                                       | Mihaela Stîngă                          | 11 juillet 1993                         | 177                            |                                | Passeuse                       |
| 4                                       | Jelena Cvijović                         | 30 septembre 1992                       | 187                            | 77                             | Réceptionneuse-attaquante      |
| 6                                       | Ana-Maria Ursachi                       | 11 septembre 1996                       | 183                            | 68                             | Centrale                       |
| 7                                       | Roxana-Georgiana Pintea                 | 24 avril 1995                           | 176                            | 57                             | Libero                         |
| 8                                       | Andra-Lidia Streșină                    | 7 septembre 1994                        | 182                            | 65                             | Centrale                       |
| 10                                      | Alina-Livia Gagea                       | 10 mars 1993                            | 179                            |                                | Attaquante                     |
| 11                                      | Irina Andreica                          | 24 décembre 1994                        | 180                            | 58                             | Attaquante                     |
| 12                                      | Maria Grabovețcaia                      | 14 octobre 1989                         | 174                            |                                | Libero                         |
| 14                                      | Simona-Diana Filip                      | 23 mai 1996                             | 178                            |                                | Réceptionneuse-attaquante      |
| 15                                      | Elizaveta Suslova                       | 5 juillet 1996                          | 184                            | 59                             | Centrale                       |
| 16                                      | Evgenija Milivojević                    | 8 décembre 1993                         | 178                            | 65                             | Passeuse                       |
|                                         |                                         |                                         |                                |                                |                                |
| Encadrement technique                   | Encadrement technique                   |                                         | Légende                        | Légende                        | Légende                        |
| Entraîneur : Rareș Puni                 | Entraîneur : Rareș Puni                 | Entraîneur : Rareș Puni                 | : Capitaine                    | : Capitaine                    | : Capitaine                    |
| Entraîneur(s) adjoint(s) : Tatiana Popa | Entraîneur(s) adjoint(s) : Tatiana Popa | Entraîneur(s) adjoint(s) : Tatiana Popa | : Joueuse blessée actuellement | : Joueuse blessée actuellement | : Joueuse blessée actuellement |